# Ctenidia
Ctenidia mordelloides es una especie de coleóptero polífago perteneciente a la familia Mordellidae, es la única especie del género Ctenidia que a su vez es el único miembro de la subfamilia Ctenidiinae.